# 255
Năm 255 là một năm trong lịch Julius.

## Mất
- Quách Hoài
- Mã Đại
- Tư Mã Sư